# An Innocent Man
An Innocent Man è il nono album discografico in studio del cantautore statunitense Billy Joel, pubblicato nel 1983. Si tratta di un album-tributo alla popular music statunitense e ai suoi principali interpreti.

## Tracce
Parte 1
1. Easy Money – 4:04
2. An Innocent Man – 5:17
3. The Longest Time – 3:42
4. This Night – 4:17
5. Tell Her About It – 3:52

Parte 2
1. Uptown Girl – 3:17
2. Careless Talk – 3:48
3. Christie Lee – 3:31
4. Leave a Tender Moment Alone – 3:56
5. Keeping the Faith – 4:41